# سيلفيا فرناندو
سيلفيا فرناندو هي مربية سريلانكية، ولدت في 1904 في كولمبو في سريلانكا، وتوفيت في 1983.